# Reprezentacja Białorusi w piłce wodnej kobiet
Reprezentacja Białorusi w piłce wodnej kobiet – zespół, biorący udział w imieniu Białorusi w meczach i sportowych imprezach międzynarodowych w piłce wodnej, powoływany przez selekcjonera, w którym mogą występować wyłącznie zawodnicy posiadający obywatelstwo białoruskie. Za jej funkcjonowanie odpowiedzialny jest Białoruski Związek Piłki Wodnej (BFWP), który jest członkiem Międzynarodowej Federacji Pływackiej.